# جيوفاني كريستوفاري
جيوفاني كريستوفاري (بالإيطالية: Giovanni Cristofari)‏ (24 يونيو 1993 بروما في إيطاليا - ) هو لاعب كرة قدم إيطالي في مركز الوسط. شارك مع منتخب إيطاليا تحت 16 سنة لكرة القدم ومنتخب إيطاليا تحت 17 سنة لكرة القدم. أما مع النوادي، فقد لعب مع نادي بينيفينتو ونادي كومو وASD Martina Calcio 1947 ‏ ونادي براتو وإيه جي نوسرينا 1910 ‏.

## وصلات خارجية
- جيوفاني كريستوفاري على موقع قاعدة بيانات كرة القدم.إي يو (الإنجليزية)
- جيوفاني كريستوفاري على موقع Soccerway.com (الإنجليزية)